# Nuuk Posse
Nuuk Posse è il primo gruppo hip hop della Groenlandia. Il gruppo, formato da soli inuit, fu fondato nel 1985 con un nome diverso e prese il nome Nuuk Posse solo nel 1991. Si tratta di una band multilingue, che canta in groenlandese, danese ed inglese.
Il gruppo compose il suo primo singolo, Sussa Appinnagu, nel 1992. Il primo album, NP, fu pubblicato nel 1995. Nel 1996 incisero il CD "internazionale" Kaataq.
La band ha compiuto tour in Svezia, Germania, Spagna, Belgio, Canada etc., ma mai in Danimarca.
I Nuuk Posse hanno conseguito il Premio Groenlandese alla Cultura nel 1995, e furono soprannominati "Messaggeri del Vero" dalle Nazioni Unite nel 2004.

## Discografia
- NP (1994)
- Kaataq (1996)

## Formazione
- Andreas Hojgaard
- Lars Sørensen
- Peter Motzfeldt
- Henrik Pedersen
- Thomas Hansen
- John Olsen